# ابتانا ستوديو
ابتانا ستوديو (بالإنجليزية: Aptana Studio)‏ هو بيئة تطوير متكاملة مفتوح المصدر، يُستعمل لإنشاء تطبيقات الويب. ويدعم جافاسكريبت، إتش تي إم إل، سي إس إس، وبي إتش بي وغيرها. كما يحتوي على عدة خصائص مثل خاصية الإكمال التلقائي. البرنامج متوفر على أنظمة ويندوز، ماك أو إس إكس، ولينكس. وكذلك متوفر كإضافة إلى برنامج إكليبس.